# LaChanze
Rhonda LaChanze Sapp, conocida profesionalmente como LaChanze ( /ləˈʃɑːnz/; nacida el 16 de diciembre de 1961), es una actriz, cantante y bailarina estadounidense. Ganó el Premio Tony a la mejor actriz principal en un musical en 2006 por su papel de Celie Harris Johnson en The Color Purple. En 2023, LaChanze recibió dos premios Tony más, esta vez como productor. Se desempeñó como coproductora en Kimberly Akimbo, que ganó el Tony al Mejor Nuevo Musical y Topdog/Underdog, que ganó el premio al Mejor Revival de una Obra.

## Primeros años y educación
Nacida en St. Augustine, Florida, hija de Walter y Rosalie Sapp, su nombre artístico "LaChanze" (criollo: la encantada) lo tomó de su abuela. Después de mudarse a Connecticut, su amor infantil por el canto y el baile hizo que su madre la inscribiera en el Centro de Artes Culturales Bowen Peters en New Haven. Allí descubrió su amor por la actuación. En Warren Harding High School en Bridgeport, LaChanze hizo su debut como Lola en la producción escolar de Damn Yankees.
Después de la secundaria, LaChanze estudió teatro en la Universidad Estatal Morgan en Baltimore, Maryland, antes de trasladarse a la Universidad de las Artes en Filadelfia, donde estudió Teatro y Danza.

## Carrera
Su primer trabajo de verano fue como bailarina de claqué en el conjunto de Uptown... It's Hot! en el Hotel Tropicana de Atlantic City, Nueva Jersey. El espectáculo se estrenó en Broadway en enero de 1986, donde LaChanze inició su carrera profesional en el teatro.
LaChanze interpretó el papel de Ti Moune en el musical Una vez en esta isla de Lynn Ahrens y Stephen Flaherty en 1990 y recibió nominaciones al Premio Tony a la mejor actriz de reparto en un musical y drama Desk Award como mejor actriz en un papel principal en un musical. En diciembre de 1998, se unió al elenco del musical de Broadway Ragtime de Ahrens, Flaherty y Terrence McNally, reemplazando a Audra McDonald en el papel de "Sarah". Interpretó el papel de Viveca en la producción Off-Broadway de Playwrights Horizons del musical The Bubbly Black Girl Sheds Her Chameleon Skin, que se estrenó en junio de 2000. Recibió una nominación al Drama Desk, Actriz (Musical), por su actuación. LaChanze participó en un concierto benéfico de Actors Fund of America de Funny Girl, con muchos artistas interpretando el personaje de Fanny Brice, en septiembre de 2002.

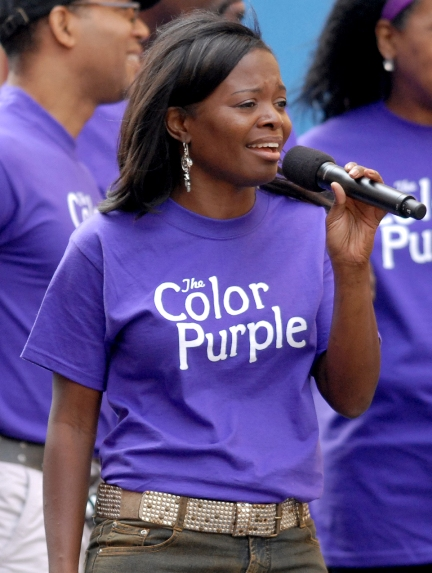
LaChanze actuando en 2006

En 2005 interpretó a una esclava fugitiva en el musical Dessa Rose de Ahrens y Flaherty. El musical se estrenó Off-Broadway en el Mitzi Newhouse Theatre del Lincoln Center en marzo de 2005. LaChanze recibió un premio Obie por su interpretación por Dessa Rose. LaChanze apareció como Celie Harris Johnson en el musical de Broadway The Color Purple, desde su estreno en 2005 hasta noviembre de 2006. Ganó el Premio Tony a la mejor actriz principal en un musical por esta actuación.
En septiembre de 2008 participó en el concierto de Boston Pops, Handel's Messiah Rocks en Emerson College. La actuación fue filmada por PBS. Estuvo en la producción Off-Broadway de Inked Baby, escrita por Christina Anderson, que se estrenó en marzo de 2009 en el Playwrights Horizons Peter Jay Sharp Theatre. En junio y julio de 2009, interpretó el papel de Glinda en City Center Encores. montó la producción del concierto Summer Stars de The Wiz.
Publicó su primer libro ilustrado, Little Diva, en 2010. Estuvo en la producción de Broadway de If/Then en 2014, interpretando a Kate. En 2018, estuvo en Summer: The Donna Summer Musical en Broadway, interpretando a la Diva Donna/Mary Gaines. En 2019 apareció en A Christmas Carol en Broadway, interpretando al fantasma del regalo de Navidad.
En enero de 2022, Lachanze dio un giro estelar en Broadway con Trouble in Mind, escrita por Alice Childress en 1955. Lachanze obtuvo una nominación al Tony por su interpretación de Wiletta Mayer.
En 2022, Lachanze inició su carrera como productora de Broadway. Produjo Topdog/Underdog con David Stone, Rashad V. Chambers, Marc Platt, Debra Martin Chase y la Organización Shubert. También produjo Kimberly Akimbo en Broadway con David Stone, Aaron Glick, Patrick Catullo y James L. Nederlander. Fue nominada al Premio Tony al mejor musical y al Premio Tony al mejor reestreno de una obra como productora de Kimberly Akimbo y Topdog/Underdog el 2 de mayo de 2023. Fue anunciada como ganadora de ambos programas durante la transmisión de los premios Tony el 11 de junio de 2023.

## Vida personal
Mientras LaChanze estaba embarazada de ocho meses de su segundo hijo, Zaya, su marido, el comerciante de valores Calvin Gooding, fue asesinado en los ataques del 11 de septiembre de 2001. Estaba trabajando en Cantor Fitzgerald en la Torre Uno del World Trade Center.
El 6 de septiembre de 2002, cantó el Himno Nacional en una reunión conjunta del Congreso en el Federal Hall National Memorial, la primera reunión del Congreso en Nueva York desde 1790. Cantó "Amazing Grace" en la inauguración del National September 11 Memorial & Museum el 15 de mayo de 2014, dedicando su actuación a su difunto esposo.
LaChanze se volvió a casar en 2005 con Derek Fordjour y se divorció de él en 2014. El divorcio finalizó el 27 de marzo de 2014 en el condado de Westchester.
En 2019, LaChanze y la mayor de sus dos hijas, Celia Rose Gooding, aparecieron simultáneamente en Broadway, con LaChanze protagonizando A Christmas Carol y Gooding protagonizando Jagged Little Pill. Los dos repitieron el raro evento de madre e hija protagonizando espectáculos de Broadway, después de Debbie Reynolds y Carrie Fisher en 1983.

## Filmografía

### Cine
| Año  | Título                                | Papel                                    | Notas                |
| ---- | ------------------------------------- | ---------------------------------------- | -------------------- |
| 1992 | My New Gun                            | Kelly Jane                               |                      |
| 1992 | Leap of Faith                         | Georgette                                |                      |
| 1993 | For Love or Money                     | Nora                                     |                      |
| 1997 | David Searching                       | God Truth                                |                      |
| 1997 | Hércules                              | Terpsícore                               | Voz                  |
| 1997 | Disney Sing-Along-Songs: Zero to Hero | Terpsícore                               | Voz, directo a video |
| 2002 | Heartbreak Hospital                   | Lisa                                     |                      |
| 2006 | Black Sorority Project: The Exodus    |                                          | Productora ejecutiva |
| 2009 | Handel's Messiah Rocks                | Cantante                                 |                      |
| 2009 | Breaking Upwards                      | Maggie                                   |                      |
| 2011 | The Help                              | Rachel                                   |                      |
| 2013 | Side Effects                          | Enfermera de escritorio de Wards Islands |                      |
| 2018 | Diane                                 | Jennifer                                 |                      |
| 2018 | Melinda                               | Melinda LaCroix                          |                      |
| 2018 | Knights in Newark                     | The Witch/Mrs. Conroy                    | Cortometraje         |
| 2023 | Birth/Rebirth                         | Colleen                                  |                      |
| 2023 | Genie                                 | Abuela Patty                             |                      |

### Televisión
| Año     | Título                            | Papel            | Notes                                                |
| ------- | --------------------------------- | ---------------- | ---------------------------------------------------- |
| 1988–89 | The Cosby Show                    | Sylvia           | 2 episodio                                           |
| 1994    | The Cosby Mysteries               | Dra. Weeks       | 2 episodios                                          |
| 1996    | New York Undercover               | Mariah Barton    | Episodio: "Tough Love"                               |
| 1997    | Total Security                    | Wanda Robitaille | 1 episodio                                           |
| 1998    | Hércules                          | Terpsícore       | Recurrente, 12 episodios, voz                        |
| 1999    | Hercules: Zero to Hero            | Terpsícore       | Película de televisión; voz                          |
| 1999    | Sex and the City                  | Anfitriona       | Episodio: "Ex and the City"                          |
| 2000    | Law & Order: Special Victims Unit | Srta. Pivik      | Episodio: "Baby Killer"                              |
| 2003    | Lucy                              | Harriett         | Película de televisión                               |
| 2008    | Law & Order: Special Victims Unit | Amber            | Episodio: "Undercover"                               |
| 2011    | One Life to Live                  | Yvonne Moreau    | 3 episodios                                          |
| 2015    | The Battery's Down                | TiMoune          | Episodio: "Reunion"                                  |
| 2016    | The Night Of                      | Mamá de Dwight   | Episodio: "Subtle Beast"                             |
| 2016    | Person of Interest                | Mona             | 2 episodios                                          |
| 2018    | Pinkalicious & Peterrific         | Blue Fairy       | Episodio: "Fairy House/Pinkabotta & Peterbotta", vox |
| 2019    | The Village                       | Wendy Parker     | Episodio: "Yes or No"                                |
| 2019–20 | The Good Fight                    | Esposa de Julius | 2 episodios                                          |
| 2021    | The Blacklist                     | Anne Foster      | Recurrente; 4 episodios                              |
| 2021    | The Underground Railroad          | Srta. Reva       | Episodio: "Chapter 8: Indiana Autumn"                |
| 2022    | Law & Order: Special Victims Unit | Rosa Freeman     | Episodio: "Promising Young Gentlemen"                |
| 2023    | Gossip Girl                       | Mimi             | Episodio: "I Am Gossip"                              |

### Teatro
| Año       | Título                                         | Papel                               | Teatro                            | Notas                                  |
| --------- | ---------------------------------------------- | ----------------------------------- | --------------------------------- | -------------------------------------- |
| 1985      | Uptown... It's Hot!                            | Bailarina de Tap                    | Tropicana Hotel                   |                                        |
| 1986      | Uptown... It's Hot!                            | Bailarina de Tap                    | Broadway                          | Debut en Broadway                      |
| 1987      | Dreamgirls                                     | Reparto                             | Broadway                          |                                        |
| 1990      | Una vez en esta isla                           | Ti Moune                            | Off-Broadway                      | Playwrights Horizons                   |
| 1990–91   | Una vez en esta isla                           | Ti Moune                            | Broadway                          |                                        |
| 1995      | Out of This World                              | Chloe                               | New York City Center Encores!     |                                        |
| 1995      | Company                                        | Marta                               | Broadway                          |                                        |
| 1996      | Comfortable Shoes                              | Interprete                          | Paper Mill Playhouse              |                                        |
| 1997      | Ragtime                                        | Sarah                               | Los Angeles                       |                                        |
| 1999      | Los monólogos de la vagina                     | Interprete                          | Off-Broadway                      |                                        |
| 1999–2000 | Ragtime                                        | Sarah                               | Broadway                          | Reemplazo                              |
| 2000      | The Bubbly Black Girl Sheds Her Chameleon Skin | Viveca                              | Off-Broadway                      | Playwrights Horizons                   |
| 2002      | Funny Girl                                     | Fanny Brice                         | New York                          | Concierto benéfico para New York Actor |
| 2002      | Una vez en esta isla                           | Ti Moune                            | New York                          | Concierto de reunión de Broadway       |
| 2004      | The Color Purple                               | Celie                               | Alliance Theatre                  |                                        |
| 2004      | Baby                                           | Pam                                 | Paper Mill Playhouse              |                                        |
| 2005      | Dessa Rose                                     | Dessa Rose                          | Off-Broadway                      |                                        |
| 2005–06   | The Color Purple                               | Celie                               | Broadway                          |                                        |
|           | Spunk                                          | Intérprete                          | Regional                          |                                        |
| 2009      | Inked Baby                                     | Intérprete                          | Off-Broadway                      |                                        |
| 2009      | The Wiz                                        | Glinda                              | New York City Center Encores!     |                                        |
|           | From the Mississippi Delta                     | Intérprete                          | Regional                          |                                        |
| 2012      | Handel's Messiah Rocks: A Joyful Noise         | Intérprete                          | Gira nacional                     |                                        |
| 2013      | If/Then                                        | Kate                                | Teatro Nacional (Washington, D.C) |                                        |
| 2014–15   | If/Then                                        | Kate                                | Broadway                          |                                        |
| 2015–16   | If/Then                                        | Kate                                | Gira nacional                     |                                        |
| 2016      | Cabin in the Sky                               | Wanda                               | New York City Center Encores!     |                                        |
| 2017      | Summer: The Donna Summer Musical               | Diva Donna/Mary Gaines              | La Jolla Playhouse                |                                        |
| 2018      | Summer: The Donna Summer Musical               | Diva Donna/Mary Gaines              | Broadway                          |                                        |
| 2019      | The Secret Life of Bees                        | August                              | Atlantic Theater Company          |                                        |
| 2019      | A Christmas Carol                              | Fantasma de las Navidades Presentes | Lyceum Theatre (Broadway)         |                                        |
| 2021      | Trouble in Mind                                | Wiletta                             | Broadway                          |                                        |

### Videojuegos
| Año  | Título   | Papel      |
| ---- | -------- | ---------- |
| 1997 | Hércules | Terpsícore |